# Kliwodyn (przystanek kolejowy)
Kliwodyn (ukr. Кліводин, ros. Кливодин) – przystanek kolejowy w miejscowości Kliwodyn, w rejonie czerniowieckim, w obwodzie czerniowieckim, na Ukrainie.
Przystanek istniał przed II wojną światową. Nosił wówczas nazwę Alexandru cel Bun.